# Robert Berland
Robert Lee (Bob) Berland (ur. 5 listopada 1961 w Chicago) – amerykański judoka pochodzenia żydowskiego.
Na Igrzyskach Olimpijskich w Los Angeles w 1984 zdobył srebrny medal w wadze średniej (do 86 kg), w finale przegrywając z Austriakiem Peterem Seisenbacherem. Cztery lata później w Seulu zajął siódme miejsce w wadze półciężkiej (do 95 kg). Do jego osiągnięć należy również brązowy medal mistrzostw świata z Moskwy z 1983 (waga średnia). Ma w swoim dorobku także srebrny medal igrzysk panamerykańskich (waga średnia; Caracas 1983). W 1986 w Salinas wywalczył srebrny medal mistrzostw panamerykańskich (waga półciężka). Posiada też siedem medali mistrzostw Stanów Zjednoczonych – pięć złotych (1981, 1982, 1983, 1986, 1987), srebrny (1985) i brązowy (1979). 